# Casa d'Eppenstein
El Eppensteiner (Casa dels Eppenstein) eren una família noble medieval, que va proporcionar alguns marcgravis d'Estíria i ducs de Caríntia i són considerats els primers ducs natius. La seva senyal fou vermell-blanc-vermell, com el senyal austríac; com que els Eppensteiner es van extingir el 1122 els Babenberg van acabar heretant les seves propietats incloent-hi el senyal que des de 1192 fou el senyal austríac.

## Història
El nom de la família és deu al castell d'Eppenstein a Estíria, que dominava la via principal a través de la vall del Granitzenbaches i apareix esmentat per primer cop en una nota de l'any 1030. Els Eppensteiner eren originaris de Baviera i es va establir prop de Judenburg. Marquard III, al voltant de 970 (abans de 1000), va ser el primer marcgravi de Carantània (nom després caigut en desús en favor d'Estíria agafat pel castell de Steyr), en l'actual Estíria, formada per quatre comtats.
Adalberó d'Eppenstein, el seu fill i successor, va poder obtenir moltes terres en les conquestes fetes a l'est. Al voltant del 1000 va pujar al govern de Carantània i el 1012 va rebre el ducat de Caríntia; però el 1035 va ser deposat i va morir quatre anys després. El seu fill Marquard IV († 1076) va aconseguir mantenir les riques possessions i el govern de facto a Caríntia (però sense el títol ducal). El seu fill de Liutold d'Eppenstein († 1090) el 1077 va ser investit pel rei Enric IV altre cop com a duc de Caríntia i marcgravi de la marca de Verona. Va governar després el seu germà Enric, que volia expandir el seu poder a costa de Bamberg, Salzburg i el Patriarcat d'Aquileia. Entre el seu pare Marquard i Enric, es va construir entre 1076 i 1103 el monestir de St. Lambrecht a Estiria, que havia d'assegurar el seu poder com un centre espiritual i servir com una tomba reial.
Amb la mort d'Enric el 1122 es va extingir el llinatge dels Eppensteiner. Va llegar els alous d'Alta Estíria al seu parent i marcgravi Ottokar II de Styer († 1122) i (com que va morir el mateix any) al seu fill Leopold o Luitold. El ducat de Caríntia va passar als comtes de Sponheim emparentats també al Eppensteiner

## Genealogia
- Marquard I, comte a Viehbachgau 916
  - Marquart II († després de 951), testimoniat com un noble d'Eppenstein el 927, comte a Viehbachgau 940
    - Ricarda († 1013), casada amb Ulric d'Ebersberg († 1029)
    - Marquard III († 1000) casat amb Hadamut d'Ebersberg
      - Adalberó (1011/1012-1035 deposat) (vers 980, † 1039), duc de Caríntia, marcgravi de la Marca de Caratània, comte d'Eppenstein, comte al Ennstal, casat amb Beatriu, filla del duc Herman II de Suàbia
        - Marquard IV († 1076), duc de Caríntia (1073-1076), comte d'Eppenstein, vogt de Brixen, Rosazzo i St Lambrecht, casat amb Liutbirga de Plain († abans de 1103), filla del comte Liutold II o neboda del marcgrave Guillem de Sann (Wilhelminer)
          - Liutold († 1090), duc de Caríntia (1076-1090), comte d'Eppenstein, marcgravi de Verona, vogt d'Aquileia, casat dues vegades amb dames de nom no conegut
          - Enric V de Caríntia († 1122), comte d'Eppenstein, duc de Caríntia (1090-1122), marcgravi de Verona (1090-1122), marcgravi de Carniola (1077-1093), marcgravi de Friül (1077-1093), marcgravi d'Ístria (1077/1086? -1093), governador d'Aquileia (1076/1090? -1101/02) i vogt de Moosburg, casat en primeres noces amb Beatriu de Diessen († 1096), filla del comte Otó I († 1065), en segones amb Liutgarda II, i en terceres amb Sofia d'Àustria, filla del marcgravi Leopold II de Babenberg
          - Marquard, comte
          - Ulric († 1121), abat de Sant Gall (des 1077), abat de Reichenau (1079), patriarca d'Aquileia (des 1085)
          - Herman († 1087), (anti)bisbe de Passau (1085-1087)
          - Hartman
          - Beatrix
          - Cunegunda
          - Hemma

        - Adalberó d'Eppenstein († 1057), bisbe de Bamberg (1053-1057)
        - Willibirga, casada amb Ottokar I de Steyr († 1075), marcgravi de la marca de Carantània (Estíria)
        - Filla casada amb Kunó II Welf, comte al Sualafeldgau, i en segones noces amb Otó I († 1065), comte de Diessen

      - Eberard (+ després de 1039), comte al Isar
        - Frederic

      - Ernest

    - Rüdiger († abans de 1000) (vegeu: Saga dels Nibelungs)